# Final Fantasy Dimensions II
Final Fantasy Dimensions II, également connu sous le nom de Final Fantasy Legends: Toki no Suishō (ファイナルファンタジー レジェンズ 時空ノ水晶 (Fainaru Fantajī Rejenzu: Toki no Suishō) au Japon, est un jeu gratuit développé par Matrix Software et publié par Square Enix en 2015 pour les appareils Android et iOS. C'est le deuxième jeu sorti au Japon avec le titre Final Fantasy Legends d'après Final Fantasy Legends: Hikari à Yami no Senshi (connu dans le monde entier sous le nom de Final Fantasy Dimensions). Il met en scène le thème du voyage dans le temps afin de sauver le monde d'un dieu. Il a été rebaptisé plus tard le 2 novembre 2016 en tant que Final Fantasy Legends II au Japon. Le 31 octobre 2017, l'ancienne version free-to-play du jeu a été fermée et une version payante a été relancée avec le même nom au Japon, et sortie dans le monde entier sous le nom de Final Fantasy Dimensions II,,,,.

## Accueil
- TouchArcade : 4/5[6]